# クインテン・ポスト
クインテン・ポスト（Quinten Post, 2000年3月21日 - ）は、オランダの北ホラント州アムステルダム出身のプロバスケットボール選手。NBAのゴールデンステート・ウォリアーズに所属している。ポジションはセンター。

## 経歴

### 生い立ち
オランダで生まれ育ち、11歳の頃からアポロ・アムステルダムのユースチームに所属。成長期が遅く、当初は二軍や三軍でプレーしていた。1年半チームを離れた間に身長が204cmまで伸び、U18チームで復帰。2018年にはU18チームで先発を務めた。

### カレッジ
FCバルセロナのBチームやKKメガ・バスケットからオファーを受けたが、これらを断ってアメリカ合衆国へ渡り、ミシシッピ州立大学へ進学した。
ミシシッピ州立大学で2年間プレーするも十分な出場機会を得られず、2021-22シーズンよりボストンカレッジへ転校した。
2023-24シーズンは35試合に出場して平均17.0得点・8.1リバウンド・1.7ブロックを記録し、オールACCセカンドチーム、ACCオールディフェンシブチームに選出された。

### ゴールデンステート・ウォリアーズ
2024年のNBAドラフトにて2巡目全体52位でゴールデンステート・ウォリアーズから指名された。オランダ人選手の指名は2009年のヘンク・ノレル以来、15年ぶりであった。その後4チーム間のトレードで交渉権がポートランド・トレイルブレイザーズへ移動したが、すぐに金銭とのトレードでウォリアーズに戻った。2024年9月26日にウォリアーズとツーウェイ契約を結んだ。
2024-25シーズン、2024年12月30日のクリーブランド・キャバリアーズ戦でNBA初得点を記録。2025年1月23日のシカゴ・ブルズ戦でキャリアハイとなる20得点を記録し、試合は131-106で勝利した。2月7日にウォリアーズと正式契約を結んだ。

## 代表歴
2022年のユーロバスケットにてオランダ代表の予備登録枠に選出されたが、出場はなかった。

## 個人成績

### NBA

#### レギュラーシーズン
| シーズン | チーム | GP | GS | MPG  | FG%  | 3P%  | FT%  | RPG | APG | SPG | BPG | PPG |
| -------- | ------ | -- | -- | ---- | ---- | ---- | ---- | --- | --- | --- | --- | --- |
| 2024–25  | GSW    | 42 | 14 | 16.3 | .449 | .408 | .778 | 3.5 | 1.3 | .4  | .4  | 8.1 |
| 通算     | 通算   | 42 | 14 | 16.3 | .449 | .408 | .778 | 3.5 | 1.3 | .4  | .4  | 8.1 |

#### プレーオフ
| シーズン | チーム | GP | GS | MPG  | FG%  | 3P%  | FT%  | RPG | APG | SPG | BPG | PPG |
| -------- | ------ | -- | -- | ---- | ---- | ---- | ---- | --- | --- | --- | --- | --- |
| 2025     | GSW    | 12 | 2  | 12.2 | .333 | .313 | .750 | 2.3 | 1.0 | .3  | .3  | 3.8 |
| 通算     | 通算   | 12 | 2  | 12.2 | .333 | .313 | .750 | 2.3 | 1.0 | .3  | .3  | 3.8 |

### カレッジ
| シーズン | チーム              | GP  | GS | MPG  | FG%  | 3P%  | FT%   | RPG | APG | SPG | BPG | PPG  |
| -------- | ------------------- | --- | -- | ---- | ---- | ---- | ----- | --- | --- | --- | --- | ---- |
| 2019–20  | ミシシッピ ステート | 8   | 0  | 2.6  | .375 | .333 | 1.000 | 1.5 | .1  | .0  | .1  | 1.1  |
| 2020–21  | ミシシッピ ステート | 31  | 0  | 8.7  | .415 | .250 | .571  | 2.1 | .4  | .3  | .5  | 2.8  |
| 2021–22  | ボストン            | 31  | 11 | 21.4 | .502 | .344 | .721  | 5.4 | .7  | .6  | 1.0 | 9.4  |
| 2022–23  | ボストン            | 19  | 13 | 25.7 | .539 | .426 | .860  | 5.6 | 1.5 | .2  | .9  | 15.1 |
| 2023–24  | ボストン            | 35  | 35 | 31.9 | .514 | .431 | .821  | 8.1 | 2.9 | .9  | 1.7 | 17.0 |
| 通算     | 通算                | 124 | 59 | 20.6 | .507 | .388 | .790  | 5.1 | 1.3 | .5  | 1.0 | 10.2 |